# Округ Апачи (Аризона)
Округ Апачи (енгл. Apache County) је округ у америчкој савезној држави Аризона. По попису из 2010. године број становника је 71.518. Седиште округа је град Сент Џонс.

## Демографија
Према попису становништва из 2010. у округу је живело 71.518 становника, што је 2.095 (3,0%) становника више него 2000. године.
| Група             | 2000.          | 2010.          |
| Белци             | 12.281 (17,7%) | 14.568 (20,4%) |
| Афроамериканци    | 173 (0,2%)     | 175 (0,2%)     |
| Азијати           | 93 (0,1%)      | 203 (0,3%)     |
| Хиспаноамериканци | 3.119 (4,5%)   | 4.113 (5,8%)   |
| Укупно            | 69.423         | 71.518         |